# Sveta Nedelja
För andra betydelser, se Sveta Nedelja (olika betydelser).
Sveta Nedelja är en stad i norra Kroatien. Staden har 15 506 invånare (2001) och ligger i Zagrebs län, i den historiska regionen Zagorje. Staden ligger i Samobors närhet, 17 km nordväst om den kroatiska huvudstaden Zagreb.

## Orter i kommunen
Sveta Nedelja utgör huvudorten i kommunen med samma namn. I kommunen finns förutom Sveta Nedelja följande 13 orter: Bestovje, Brezje, Jagnjić Dol, Kalinovica, Kerestinec, Mala Gorica, Novaki, Orešje, Rakitje, Srebrnjak, Strmec, Svetonedeljski Breg och Žitarka.

## Historia
Orten Sveta Nedelja (svenska: Helig söndag) omnämns 1301 som en socken tillhörande Zagrebs stift.
1560 köpte den ungerske greven Péter II Erdődy slottet Kerestinec i Sveta Nedelja. 1575 övertogs det av hans son Péter III och slottet blev snart ett permanent säte för adelsfamiljen.

## Kommunikationer
Vid Sveta Nedelja finns anslutningsväg till motorvägen A3 som i nordvästlig riktning leder mot den slovenska gränsen och gränsorten Bregana. I sydöst leder motorvägen i riktning mot Zagreb.